# Einordnung (Journalismus)
Eine Einordnung ist eine journalistische Vorgehensweise, die formatunabhängig und medienunabhängig dazu dient, Veröffentlichungen in einen Kontext zu stellen. Sie ist von einem Kommentar, einer persönlichen Meinungsäußerung, abzugrenzen.

„Journalistinnen sollen Themen sammeln, auswählen, prüfen, einordnen und als Medienangebot veröffentlichen. Journalismus soll also Informationen priorisieren und zur Verfügung stellen, sodass die  Nutzer sich über gesellschaftliche Vorgänge informieren, und sich eine Meinung bilden können.“

Professioneller Journalismus folgt dabei den Nachrichtenregeln. Im Gegensatz dazu sind Pressemitteilungen und Meldungen in Sozialen Medien ungeprüft und nicht eingeordnet. Leser, Zuschauerinnen und Konsumenten von Medienangeboten erwarten diese Einordnung von Journalisten, die das als ihre Hauptaufgabe sehen. Insbesondere bei Bewertung von wissenschaftlichen Veröffentlichungen und Äußerungen sind Medienschaffende hier gefordert.
Einordnung bietet wie alle Öffentlichkeitsarbeit die Möglichkeit zu einseitiger bzw. beeinflussender Berichterstattung. Mittels Framing können einordnende Betonungen und Akzentuierungen so gesetzt werden, dass sich die redaktionelle Linie eines Medienangebots beim Medienkonsumenten niederschlägt. 

„Die Tatsache, dass journalistische Darstellungen aktuelle Ereignisse in einen bestimmten Rahmen stellen, sie einordnen und mit bisherigen Informationen in Beziehung setzen, ist unausweichlich und gehört zu den Aufgaben des professionellen Journalismus.“